# Вознесенський (Нурімановський район)
Вознесе́нський (рос. Вознесенский, башк. Вознесенский) — присілок у складі Нурімановського району Башкортостану, Росія. Входить до складу Нікольської сільської ради.
Населення — 37 осіб (2010; 42 у 2002).
Національний склад:
- росіяни — 76 %